# Zum Heiligen Kreuz (Kirchwahlingen)

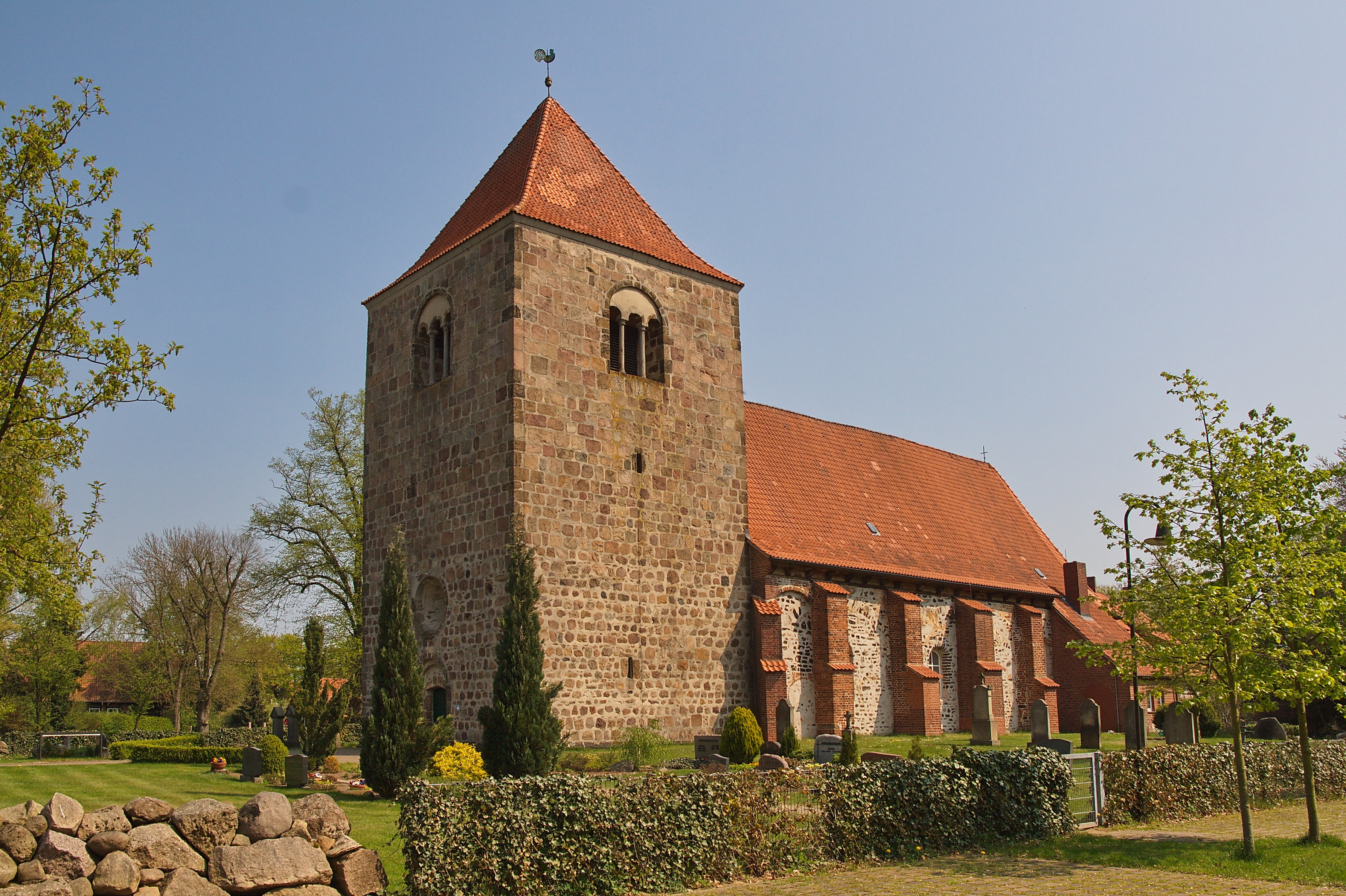
Zum Heiligen Kreuz

Die evangelisch-lutherische Kirche  Zum Heiligen Kreuz steht in Kirchwahlingen, einem Ortsteil der Gemeinde Böhme im Landkreis Heidekreis in Niedersachsen. Sie gehört zur Kirchengemeinde Rethem im Kirchenkreis Walsrode im Sprengel Lüneburg der Evangelisch-lutherischen Landeskirche Hannovers.

## Beschreibung
Die ältesten Teile der Kirche, die unteren Mauerteile aus Raseneisensteinen und Findlingen des Kirchenschiffs stammen aus dem Jahr 985. Die unteren Geschosse des Kirchturms im Westen wurden im 12. Jahrhundert errichtet. Die oberen Geschosse des Kirchturms wurden gegen Mitte des 13. Jahrhunderts aus Quadern erhöht und im 15. Jahrhundert wurden der Chor mit der polygonalen Apsis und die Strebepfeiler aus Backsteinen angebaut. An der Westseite des Turms ist das rundbogige Portal mit abgetreppter Laibung und profilierten Kämpfern, darüber ist ein Ochsenauge. Das oberste Geschoss des mit einem Pyramidendach bedeckten Turms, in dem sich der Glockenstuhl befindet, hat Triforien als Klangarkaden. Die segmentbogenförmigen Fenster im Chor liegen in spitzbogigen Blenden.
Das Kirchenschiff aus zwei Jochen wurde im 15. Jahrhundert mit einem gebusten Kreuzgewölbe, der Chor ist mit einer Flachdecke überspannt. Zwischen dem Kirchenschiff und dem Chor befindet sich ein breiter spitzbogiger Chorbogen. Im Chor wurde im 17. Jahrhundert eine Patronatsloge eingebaut.
Zur Kirchenausstattung gehört ein einfaches Altarretabel, entstanden um 1780. Auf der Predella ist das Abendmahl gemalt. Die Kanzel stammt aus der ersten Hälfte des 16. Jahrhunderts. Ein Sakramentshaus steht nördlich des Altars.